# Proteuxoa atra
Proteuxoa atra là một loài bướm đêm thuộc họ Noctuidae. Nó được tìm thấy ở Lãnh thổ Thủ đô Úc, New South Wales, Tasmania và Victoria.
Con trưởng thành có màu nâu sẫm.

## Hình ảnh

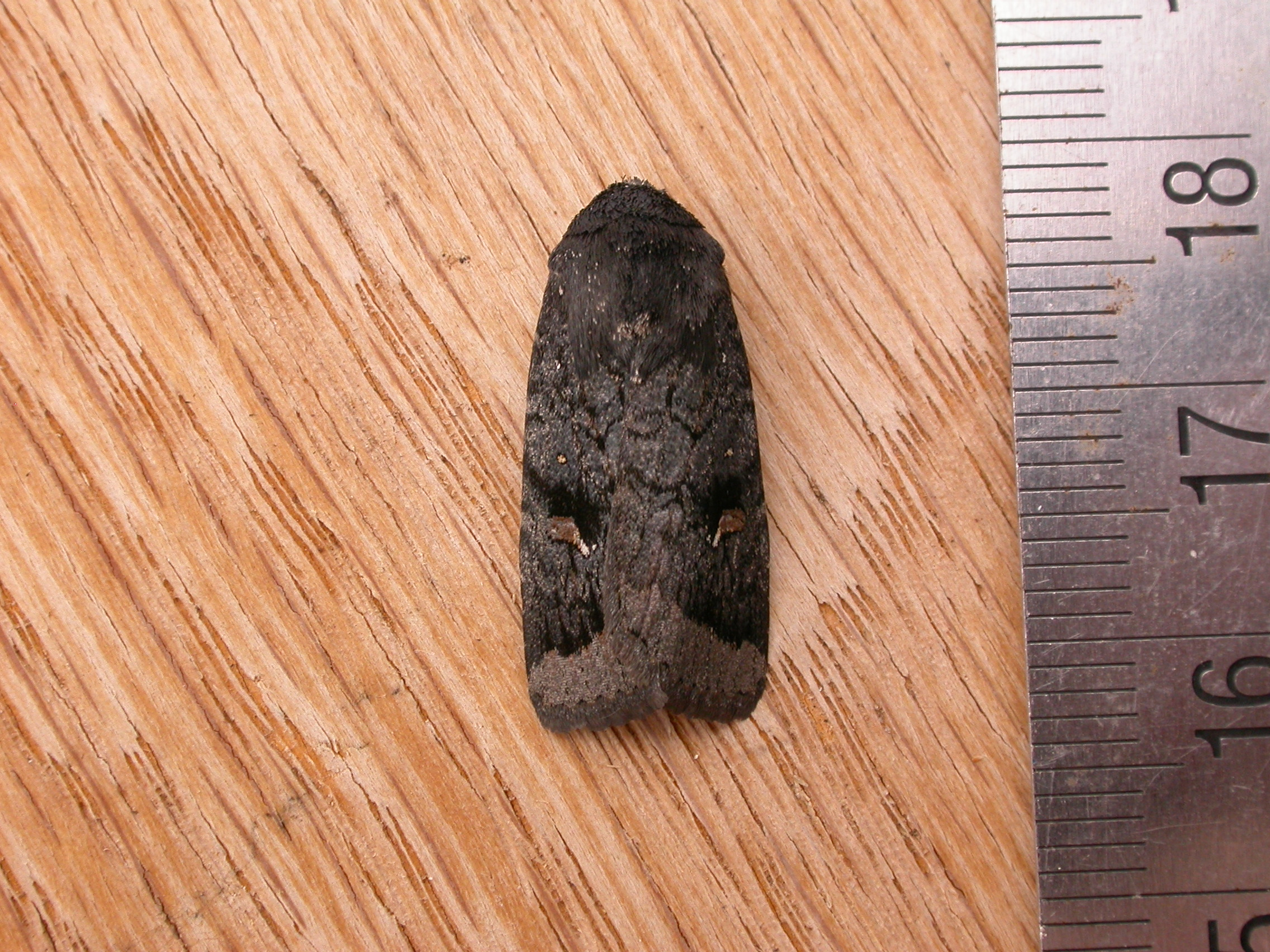